# Busuu
busuu（ブスー）は言語学習のフリーミアムソーシャルネットワークである。
英語、スペイン語、アラビア語、中国語、オランダ語、フランス語、ドイツ語、イタリア語、日本語、ポーランド語、ポルトガル語、ロシア語、トルコ語、韓国語に対応している。
busuuはブスー語にちなみ名付けられた。ブスー語はカメルーンの言語であり、1980年代の民俗学研究によると当時は8人の話者がいた。ISO639-3コードはbju。
ヨーロッパ言語共通参照枠レベルA1、A2、B1、B2の教材があり、150項目の多肢選択、口述、筆記科目が利用できる。教師として他者の指導も可能であり、チャットウィンドウや音声、動画接続ができる。
無料会員とプレミアム会員から選べる。 動画や音声収録、ポッドキャストなどはプレミアム会員のみ利用できる。ハーパーコリンズなど提携会社から文法書などが購入できる。